# Георгиевская медаль
Георгиевская медаль — медаль Российской империи с надписью «За храбрость», учреждённая 10 августа 1913 года (вместо учреждённых ранее медалей «За храбрость» для иррегулярных войск и для пограничной стражи) и причисленная к Военному Ордену Святого Великомученика и Победоносца Георгия. 
Медаль имела 4 степени, предназначалась для награждения нижних чинов (рядовых и унтер-офицеров) за боевые заслуги в мирное и военное время, по статуту не подходящие для награждения Георгиевским крестом.

## Положение о медали

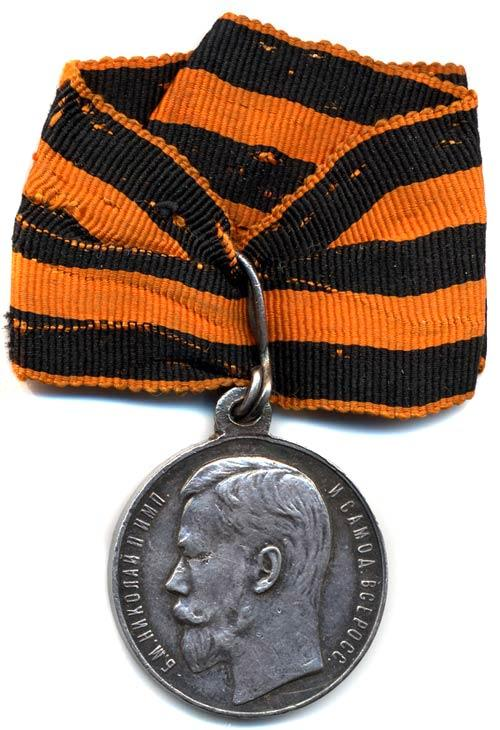
Георгиевская серебряная медаль «За храбрость» 4-й ст.

В отличие от Георгиевского креста, медаль могла выдаваться и гражданским лицам, которые совершили подвиги в бою против неприятеля, точно предусмотренные статутом Георгиевского креста и, кроме того: «Кто из фельдшеров или санитаров, находясь в течение всего боя в боевой линии, под сильным и действительным огнём, проявляя необыкновенное самоотвержение, будет оказывать помощь раненым или, в обстановке чрезвычайной трудности, вынесет раненого или убитого».
Медаль, как и Георгиевский крест, имела четыре степени, носилась на груди на таких же колодках с Георгиевской лентой. Степени медали отличались так же, как степени Георгиевского креста: старшие две степени из золота; младшие две степени из серебра; 1-я и 3-я степени с бантом.
Награждённому медалью полагалась ежегодная выдача денег в сумме: за 4-ю степень — 12 рублей, за 3-ю степень — 18 рублей, за 2-ю степень — 24 рубля и за 1-ю степень — 36 рублей. При награждении медалью более высокой степени выдача по низшей степени прекращалась. По смерти мужа вдова могла получить выдачу ещё один год. В случае неумышленной потери медали нижним чином ему выдавалась новая медаль безвозмездно по ходатайству начальства.
Предусматривались как индивидуальное награждение солдата за конкретное отличие, так и коллективное награждение в воинском подразделении. Командующий армией имел право награждать наиболее отличившиеся из войсковых частей пожалованием Георгиевских медалей по расчету от 2 до 5 медалей на роту, эскадрон, сотню, батарею. На флоте количество медалей на команду назначалось в зависимости от типа корабля. Получив медали, воинское подразделение само распределяло их между чинами согласно установленной процедуре.
Носились Георгиевские медали на груди правее остальных медалей и левее Георгиевских крестов. Лента медали — Георгиевская.

## Описание медали
На лицевой стороне медали изображён профиль Николая II, в 1917 году портрет царя был заменён на изображение Св. Георгия. На оборотной стороне — надписи «ЗА ХРАБРОСТЬ», номер медали и её степень.

## Изображения медалей
| |  |  |  |
| Георгиевские медали всех степеней. На лицевой стороне выбит портрет Николая II и надпись Б. М. НИКОЛАЙ II ИМП. И САМОД. ВСЕРОСС., на оборотной стороне выбита надпись «За храбрость», номер и степень. Диаметр медалей 28 мм. |  |  |  |